# Vlag van Oostende
De vlag van Oostende bestaat uit twee horizontale banden in de kleuren rood (boven) en geel. Daarmee is zij vrijwel gelijk aan de strandvlag. Oostende ligt aan de Belgische kust. Het gebied tussen de twee vlaggen is, bewaakte badzone. Strandwachten houden binnen deze zone toezicht. Watersport is in deze zone verboden. Als deze vlag op een reddingspost is gehesen, betekent dit dat deze post geopend is.
Officieel wordt de vlag beschreven als:
Twee even hoge banen van rood en van geel.

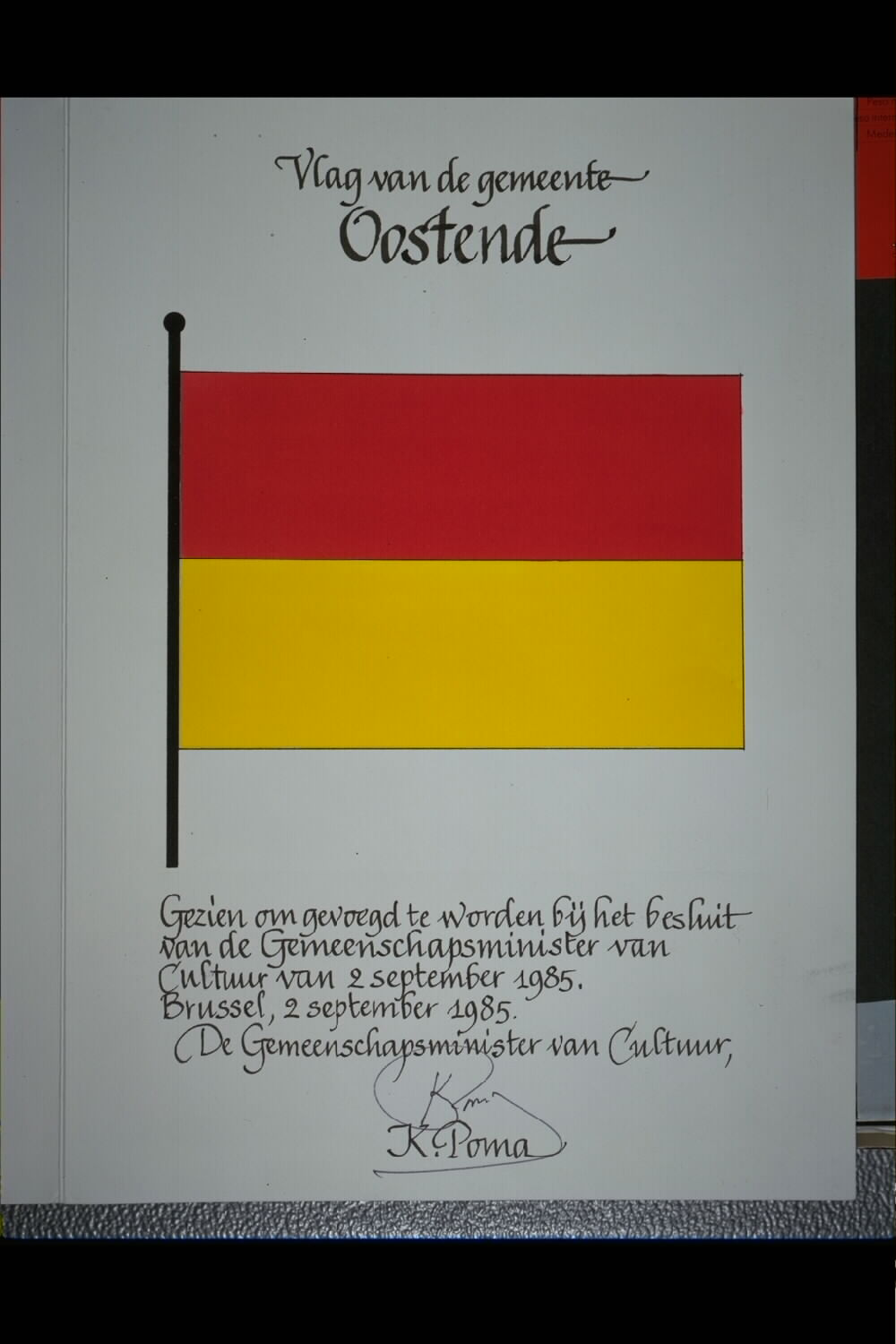
Ontwerp vlag getekend door Karel Poma
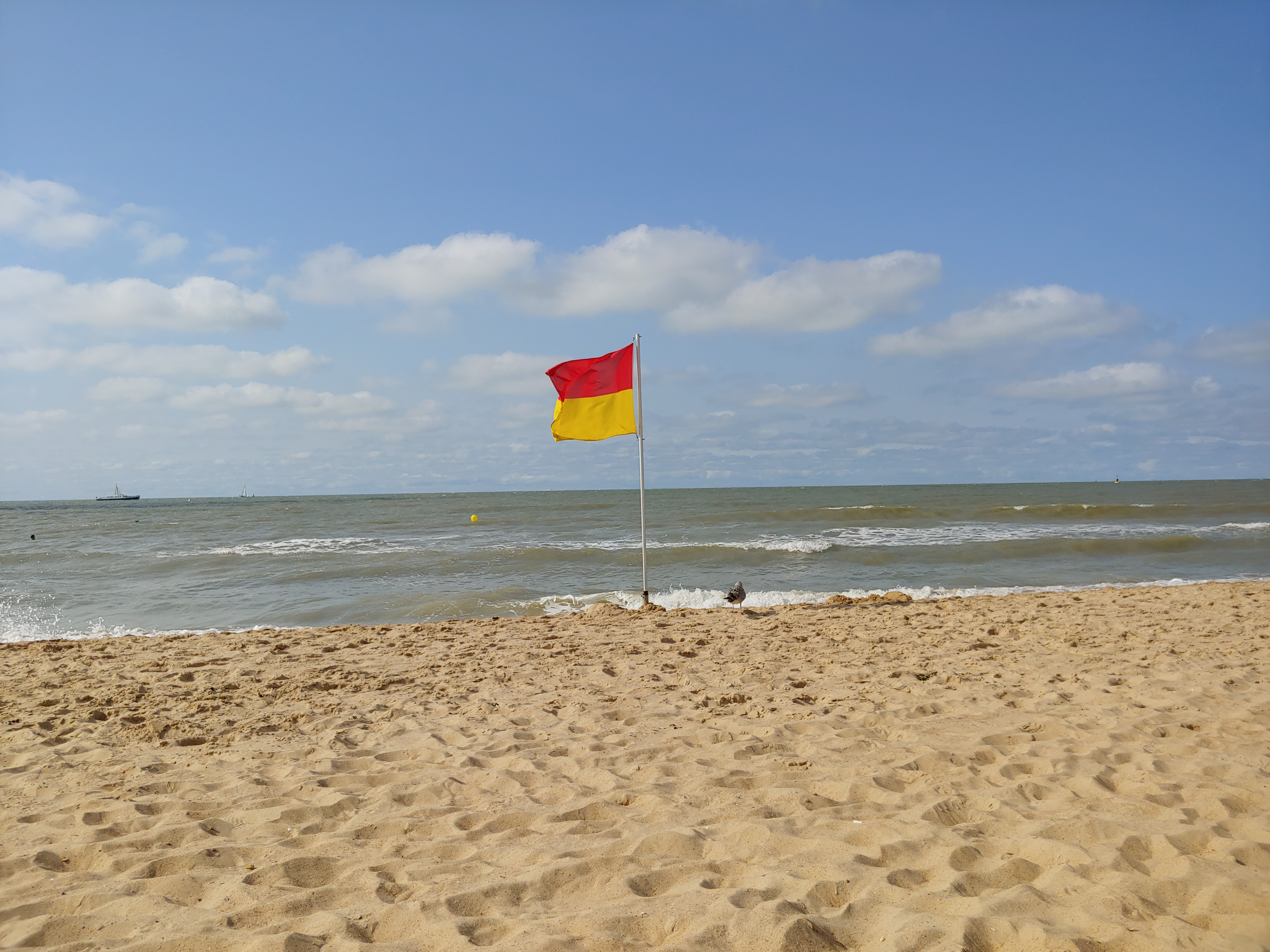
Het strand van Oostende, met de vlag van Oostende.

## Geschiedenis
De vlag van Oostende is een van de weinige uit onze gewesten die onder het ancien régime officieel werd erkend. In de middeleeuwen voeren de Oostendse schepen onder de vlag van Bourgondië en een eigen rood-gele vlag. Rood en geel werden ook de kleuren van de in 1723 opgerichte Oostendse Compagnie. In 1787 vaardigde keizer Jozef II voorschriften uit voor de schepen van al zijn staten pour (qu'ils)... ne prennent que le seul Pavillon Autrichien. Hij erkende slechts zes scheepsvlaggen, waaronder le pavillon particulier d'Ostende, bestaande uit twee horizontale banen van rood en van geel. Deze vlag werd ook in 1985 gekozen voor de stad Oostende.
De vlag werd door de gemeenteraad op 26 april 1985 officieel vastgesteld. Op 2 september 1985 werd hij door het Bestuur van Vlaanderen bevestigd en uiteindelijk gepubliceerd op 8 juli 1986 in het officiële Belgisch Staatsblad.

## Vlagdagen
De gemeente roept de inwoners van de stad, die een rood-gele vlag heeft, op om de rood-gele vlag uit te hangen op 9 en 10 oktober 2022, de eerste zondag en maandag van de Oktoberfoor en op de volgende momenten:
| Datum                         | Gebruik                   |
| ----------------------------- | ------------------------- |
| 10 mei                        | Herdenking HMS Vindictive |
| 8 september                   | Bevrijding van Oostende   |
| In september (datum varieert) | Oostendedag               |